# Liste von Kriegsgräberstätten in Frankreich
Die Liste von Kriegsgräberstätten in Frankreich führt Soldatenfriedhöfe und sonstige Kriegsgräberstätten in Frankreich auf.

## Region Normandie
Siehe auch: Gedenken an die Operation Overlord
| Bezeichnung                                                       | Ortschaft                                         | Beschreibung | Foto |
| ----------------------------------------------------------------- | ------------------------------------------------- | --- | ---- |
| Soldatenfriedhof Bayeux Zweiter Weltkrieg                         | Bayeux 49° 16′ 24″ N, 0° 42′ 54″ W                | - Anzahl der Gefallenen und deren Nationalität: 4.647 (3.935 Briten, 181 Kanadier, 17 Australier, 8 Neuseeländer, 1 Südafrikaner, 25 Polen, 3 Franzosen, 2 Tschechen, 2 Italiener, 7 Russen und 466 Deutsche) - Schlacht: Operation Overlord Juni–August 1944 - Aufbau der Grabanlage: Einzelgräber mit einer Steinstele jeweils und 1 Gemeinschaftsgrab |      |
| Bény-sur-Mer Canadian War Cemetery Zweiter Weltkrieg              | Bény-sur-Mer 49° 18′ 12″ N, 0° 27′ 2″ W           | - Anzahl der Gefallenen und deren Nationalität: 2.048 (2.044 Kanadier, 3 Briten, 1 Franzose) - Schlacht: Operation Overlord Juni–August 1944 - Aufbau der Grabanlage: Einzelgräber mit einer Steinstele jeweils und 1 Gemeinschaftsgrab |      |
| Deutsche Kriegsgräberstätte La Cambe Zweiter Weltkrieg            | La Cambe 49° 20′ 36″ N, 1° 1′ 36″ W               | - Anzahl der Gefallenen und deren Nationalität: 21.000 Deutsche - Schlacht: Operation Overlord Juni–August 1944 - Aufbau der Grabanlage: Einzelgräber mit einer Steinplatte jeweils |      |
| Deutsche Kriegsgräberstätte Marigny Zweiter Weltkrieg             | La Chapelle-en-Juger 49° 6′ 45″ N, 1° 14′ 10″ W   | - Anzahl der Gefallenen und deren Nationalität: 11.169 Deutsche - Schlacht: Operation Overlord Juni–August 1944 - Aufbau der Grabanlage: Einzelgräber mit einer Steinplatte jeweils |      |
| Deutsche Kriegsgräberstätte Mont d’Huisnes Zweiter Weltkrieg      | Huisnes-sur-Mer 48° 36′ 56″ N, 1° 27′ 11″ W       | - Anzahl der Gefallenen und deren Nationalität: 11.956 Deutsche - Schlacht: Operation Overlord Juni–August 1944 - Aufbau der Grabanlage: Mausoleum |      |
| Dieppe Canadian War Cemetery Zweiter Weltkrieg                    | Dieppe 49° 53′ 45″ N, 1° 4′ 4″ O                  | - Anzahl der Gefallenen und deren Nationalität: 944 (707 Kanadier, 237 Briten) - Schlacht: - Operation Jubilee 19. August 1942 Operation Overlord Juni–August 1944 - Aufbau der Grabanlage: Einzelgräber mit einer Steinstele jeweils |      |
| Deutsche Kriegsgräberstätte Champigny-St. André Zweiter Weltkrieg | Saint-André-de-l’Eure 48° 52′ 28″ N, 1° 16′ 30″ O | - Anzahl der Gefallenen und deren Nationalität: 19.831 Deutsche - Schlacht: Operation Overlord Juni–August 1944 - Aufbau der Grabanlage: Einzelgräber mit einem Steinkreuz bzw. einer Steinstele jeweils und 1 Gemeinschaftsgrab |      |

## Region Grand Est
| Bezeichnung | Ortschaft                                                    | Beschreibung | Foto |
| --- | ------------------------------------------------------------ | --- | ---- |
| Deutscher Soldatenfriedhof Ammerschwihr Erster/Zweiter Weltkrieg                                                                      | Ammerschwihr 48° 6′ 10″ N, 7° 13′ 54″ O                      | - Anzahl der Gefallenen und deren Nationalität: 259 / 14 Deutsche (1.WK / 2. WK) - Schlachten: Schlacht in Lothringen August 1914, Kämpfe um Elsass und Lothringen 1944 - Aufbau der Grabanlage: Einzelgräber mit einem Metallkreuz bzw. einer Steinstele jeweils |      |
| Deutscher Soldatenfriedhof Apremont Erster Weltkrieg                                                                                  | Apremont 49° 15′ 25″ N, 4° 58′ 6″ O                          | - Anzahl der Gefallenen und deren Nationalität: 1.111 Deutsche - Schlachten: Winterschlacht in der Champagne Februar–März 1915 - Aufbau der Grabanlage: Einzelgräber mit einem Metallkreuz bzw. einer Steinstele jeweils |      |
| Deutscher Soldatenfriedhof Aubérive Erster Weltkrieg                                                                                  | Aubérive 49° 11′ 35″ N, 4° 22′ 5″ O                          | - Anzahl der Gefallenen und deren Nationalität: 5.361 Deutsche - Aufbau der Grabanlage: Einzelgräber mit einem Steinkreuz bzw. Steinstele jeweils |      |
| Deutscher Soldatenfriedhof Aussonce Erster Weltkrieg                                                                                  | Aussonce 49° 21′ 10″ N, 4° 19′ 29″ O                         | - Anzahl der Gefallenen und deren Nationalität: 1.400 Deutsche - Schlachten: zweite Schlacht an der Aisne April–Mai 1917, deutsche Frühjahrsoffensive März–Juli 1918 - Aufbau der Grabanlage: Einzelgräber mit einem Metallkreuz bzw. einer Steinstele jeweils |      |
| Deutsche Kriegsgräberstätte Asfeld Erster Weltkrieg                                                                                   | Asfeld 50° 20′ 31″ N, 2° 45′ 12″ O                           | - Anzahl der Gefallenen und deren Nationalität: 5.386 Deutsche - Schlachten: zweite Schlacht an der Aisne April–Mai 1917, deutsche Frühjahrsoffensive März–Juli 1918 und Hunderttageoffensive August–November 1918 - Aufbau der Grabanlage: Einzelgräber mit einem Metallkreuz bzw. einer Steinstele jeweils und 1 Gemeinschaftsgrab |      |
| Deutscher Soldatenfriedhof Bergheim Zweiter Weltkrieg                                                                                 | Bergheim 48° 12′ 46″ N, 7° 21′ 14″ O                         | - Anzahl der Gefallenen und deren Nationalität: 5.308 Deutsche - Aufbau der Grabanlage: Einzelgräber mit einem Steinkreuz bzw. einer Steinstele jeweils |      |
| Deutscher Soldatenfriedhof Berru Erster Weltkrieg                                                                                     | Berru 49° 16′ 8″ N, 4° 8′ 0″ O                               | - Anzahl der Gefallenen und deren Nationalität: 17.533 Deutsche - Schlachten: Winterschlacht in der Champagne Februar–März 1915, Herbstschlacht in der Champagne September–November 1915 und zweite Schlacht an der Aisne April–Mai 1917 - Aufbau der Grabanlage: Einzelgräber mit einem Metallkreuz bzw. einer Steinstele jeweils und 2 Gemeinschaftsgräber |      |
| Deutscher Soldatenfriedhof Bligny Erster Weltkrieg                                                                                    | Bligny 49° 12′ 11″ N, 3° 51′ 52″ O                           | - Anzahl der Gefallenen und deren Nationalität: 4.732 Deutsche - Schlachten: Winterschlacht in der Champagne Februar–März 1915, Herbstschlacht in der Champagne September–November 1915 und zweite Schlacht an der Aisne April–Mai 1917 - Aufbau der Grabanlage: Einzelgräber mit einem Steinkreuz bzw. Steinstele jeweils und 2 Gemeinschaftsgräber |      |
| Italienischer Soldatenfriedhof Bligny Erster Weltkrieg                                                                                | Bligny 49° 11′ 18″ N, 3° 50′ 27″ O                           | - Anzahl der Gefallenen und deren Nationalität: 4.500 Italiener - Schlachten: Zweite Schlacht an der Marne Juli 1918 - Aufbau der Grabanlage: Einzelgräber mit einem Steinkreuz und einem Gemeinschaftsgrab unterhalb der zentral errichteten Tempelanlage für die 1.366 unbekannten Gefallenen |      |
| Deutscher Soldatenfriedhof Breitenbach Erster/Zweiter Weltkrieg                                                                       | Breitenbach 48° 1′ 1″ N, 7° 5′ 51″ O                         | - Anzahl der Gefallenen und deren Nationalität: 3.529 / 173 Deutsche (1.WK / 2.WK) - Schlachten: Winterschlacht in der Champagne Februar–März 1915 und Herbstschlacht in der Champagne September–November 1915 - Aufbau der Grabanlage: Einzelgräber mit einem Metallkreuz bzw. einer Steinstele jeweils und 4 Gemeinschaftsgräber |      |
| Soldatenfriedhof Buzancy Erster Weltkrieg                                                                                             | Buzancy 49° 25′ 5″ N, 4° 58′ 15″ O                           | - Anzahl der Gefallenen und deren Nationalität: 5.924 (5.923 Deutsche, 1 Österreicher/Ungar) - Schlachten: Winterschlacht in der Champagne Februar–März 1915, Herbstschlacht in der Champagne September–November 1915 und Maas-Argonnen-Offensive September–November 1918 - Aufbau der Grabanlage: Einzelgräber mit einem Metallkreuz bzw. einer Steinstele jeweils und 1 Gemeinschaftsgrab |      |
| Deutsche Kriegsgräberstätte Cernay Erster Weltkrieg und Zweiter Weltkrieg                                                             | Cernay (Haut-Rhin) 47° 48′ 0″ N, 7° 10′ 8″ O                 | - Anzahl der Gefallenen und deren Nationalität: 7.085 deutsche Kriegstote des Ersten Weltkriegs und 1.479 deutsche Kriegstote des Zweiten Weltkriegs - Schlachten: Hartmannswillerkopf |      |
| Kriegsgräberstätte Guebwiller Erster Weltkrieg und Zweiter Weltkrieg                                                                  | Guebwiller 47° 54′ 13″ N, 7° 12′ 3″ O                        | - Anzahl der Gefallenen und deren Nationalität: 1.063 deutsche und 443 französische Kriegstote des Ersten Weltkriegs sowie 175 deutsche Kriegstote des Zweiten Weltkriegs - Schlachten: Hartmannswillerkopf - Aufbau der Grabanlage: Im äußeren Kreis des Friedhofs befinden sich die Gräber der deutschen Soldaten. Sie sind durch gedrungene Kreuze aus Naturstein gekennzeichnet. Im inneren Kreis befinden sich die Gräber der französischen Soldaten. Sie sind durch schlanke Kreuze gekennzeichnet. |      |
| Deutsche Kriegsgräberstätte Loivre Erster Weltkrieg                                                                                   | Loivre 49° 21′ 59″ N, 3° 57′ 53″ O                           | - Anzahl der Gefallenen und deren Nationalität: 4.154 Deutsche - Schlachten: erste Schlacht an der Aisne September 1914 - Aufbau der Grabanlage: Einzelgräber mit einem Metallkreuz bzw. einer Steinstele jeweils und 2 Gemeinschaftsgräber |      |
| Nécropole nationale du Silberloch - Hartmannswillerkopf Erster Weltkrieg                                                              | Hartmannswillerkopf (Vieil Armand) 47° 51′ 33″ N, 7° 9′ 5″ O | - Anzahl der Gefallenen und deren Nationalität: 1.640 französische Gefallene und 384 unbekannte Soldaten - Schlachten: Hartmannswillerkopf |      |
| Deutscher Soldatenfriedhof Sainte-Marie-aux-Mines (Nécropole militaire allemande de Mongoutte) Erster Weltkrieg und Zweiter Weltkrieg | Sainte-Marie-aux-Mines 48° 15′ 8″ N, 7° 12′ 39″ O            | - Anzahl der Gefallenen und deren Nationalität: 1.172 deutsche Gefallene - Schlachten: Vogesen 1914–1915; Stellungskrieg 1915–1918; Vogesen 1945 |      |
| Monument Aux Morts des Armées de Champagne Erster Weltkrieg                                                                           | Souain-Perthes-lès-Hurlus 49° 13′ 6″ N, 4° 32′ 31″ O         | - Anzahl der Gefallenen: rund 10.000 (Beinhaus) - Schlachten: Winterschlacht in der Champagne (1914/15), Herbstschlacht in der Champagne (1915), Nivelle-Offensive (1917) |      |
| Kriegsgräberstätte Thanvillé Erster Weltkrieg                                                                                         | Thanvillé 48° 19′ 29″ N, 7° 21′ 12″ O                        | - Anzahl der Gefallenen und deren Nationalität: 645 (607 Deutsche und 38 Österreicher/Ungarn) - Schlacht: Schlacht in Lothringen August 1914 - Aufbau der Grabanlage: Einzelgräber mit einem Metallkreuz bzw. einer Steinstele jeweils und 1 Gemeinschaftsgrab |      |
| Kriegsgräberstätte Noyers-Pont-Maugis Erster Weltkrieg Zweiter Weltkrieg                                                              | Sedan 49°39'41.79"N; 4°55'41.02"E                            | - Anzahl Gefallener 27843 (15000 1. WK / ~12.800 2. WK) - Aufbau der Grabanlage: Die Anlage besteht aus zwei Gräberfeldern. Ein elf Meter hohes Kreuz aus grauem Granit auf einer Bastion. Eine Terrasse mit Blick ins Maastal und auf die belgischen Ardennen. Im Besucherraum in der Vorhalle liegen die Namenbücher aus. |      |

## Region Hauts-de-France
| Bezeichnung                                                           | Ortschaft                                        | Beschreibung | Foto |
| --------------------------------------------------------------------- | ------------------------------------------------ | --- | ---- |
| Französischer Soldatenfriedhof Notre-Dame-de-Lorette Erster Weltkrieg | Ablain-Saint-Nazaire 50° 24′ 4″ N, 2° 43′ 9″ O   | - Anzahl der Gefallenen und deren Nationalität: 44.833 Franzosen - Aufbau der Grabanlage: Einzelgräber mit einem Steinkreuz bzw. einer Steinstele und 8 Beinhäuser |      |
| Deutscher Soldatenfriedhof Achiet-le-Petit Erster Weltkrieg           | Achiet-le-Petit 50° 7′ 21″ N, 2° 45′ 25″ O       | - Anzahl der Gefallenen und deren Nationalität: 1.314 Deutsche - Schlacht: Schlacht an der Somme Juli–November 1916 - Aufbau der Grabanlage: Einzelgräber mit einem Metallkreuz bzw. einer Steinstele |      |
| Soldatenfriedhof Annœullin Erster Weltkrieg                           | Annœullin 50° 31′ 25″ N, 2° 56′ 36″ O            | - Anzahl der Gefallenen und deren Nationalität: 1.627(1.619 Deutsche, 7 Russen und 1 Brite) - Schlachten: Schlacht bei Arras April–Mai 1917 und Schlacht von Cambrai November–Dezember 1917 - Aufbau der Grabanlage: Einzelgräber mit einem Metallkreuz bzw. einer Steinstele und 3 Gemeinschaftsgräber                                             |      |
| Soldatenfriedhof Armentières, Cité Bonjean Erster Weltkrieg           | Armentières 50° 41′ 10″ N, 2° 51′ 48″ O          | - Anzahl der Gefallenen und deren Nationalität: 2.632 (2.132 des Commonwealth, ca. 500 Deutsche) - Schlacht: deutsche Frühjahrsoffensive März–Juli 1918 - Aufbau der Grabanlage: Einzelgräber mit einer Steinstele |      |
| Soldatenfriedhof Faubourg d’Amiens Erster/Zweiter Weltkrieg           | Arras 50° 17′ 14″ N, 2° 45′ 34″ O                | - Anzahl der Gefallenen und deren Nationalität: 2.930 (2.689 Briten, 153 Kanadier, 60 Südafrikaner und 28 Deutsche)(1.WK) 8 (7 Briten und 1 Unbekannter) (2.WK) - Aufbau der Grabanlage: Einzelgräber mit einer Steinstele |      |
| Deutscher Soldatenfriedhof Assevent Erster Weltkrieg                  | Assevent 50° 17′ 30″ N, 4° 1′ 6″ O               | - Anzahl der Gefallenen und deren Nationalität: 399 Deutsche - Schlachten: Belagerung von Maubeuge August–September 1914 und Maas-Argonnen-Offensive September–November 1918 - Aufbau der Grabanlage: Einzelgräber mit einem Steinkreuz bzw. einer Steinstele                                                                                       |      |
| Soldatenfriedhof Bauvin Erster Weltkrieg                              | Bauvin 50° 30′ 59″ N, 2° 53′ 38″ O               | - Anzahl der Gefallenen und deren Nationalität: 2.221 (2.211 Deutsche, 7 Russen, 2 Österreicher/Ungarn und 1 Portugiese) - Schlachten: Lorettoschlacht Mai–Juli 1915, Schlacht bei Arras April–Mai 1917 und dritte Flandernschlacht Juli–November 1917 - Aufbau der Grabanlage: Einzelgräber mit einem Steinkreuz bzw. einer Steinstele             |      |
| Deutscher Soldatenfriedhof Beaucamps-Ligny Erster Weltkrieg           | Beaucamps-Ligny 50° 36′ 13″ N, 2° 55′ 7″ O       | - Anzahl der Gefallenen und deren Nationalität: 2.628 Deutsche - Schlachten: Lorettoschlacht Mai–Juli 1915, Herbstschlacht in der Champagne September–November 1915 und Herbstschlacht bei La Bassée und Arras September–November 1915 - Aufbau der Grabanlage: Einzelgräber mit einem Metallkreuz bzw. einer Steinstele und 12 Gemeinschaftsgräber |      |
| Soldatenfriedhof Billy-Berclau Erster Weltkrieg                       | Billy-Berclau 50° 30′ 48″ N, 2° 51′ 18″ O        | - Anzahl der Gefallenen und deren Nationalität: 1.684 (1.683 Deutsche und 1 Russe) - Aufbau der Grabanlage: Einzelgräber mit einem Metallkreuz bzw. einer Steinstele, Denkmal für das Reserve-Infanterie-Regiment Nr. 244 und das Kurhessische Jäger-Bataillon Nr. 11                                                                               |      |
| Deutscher Soldatenfriedhof Billy-Montigny Erster Weltkrieg            | Billy-Montigny 50° 24′ 58″ N, 2° 55′ 1″ O        | - Anzahl der Gefallenen und deren Nationalität: 2.511 Deutsche - Schlachten: Winterschlacht in der Champagne Februar–März 1915, Herbstschlacht in der Champagne September–November 1915 und Schlacht bei Arras April–Mai 1917 - Aufbau der Grabanlage: Einzelgräber mit einem Steinkreuz bzw. einer Steinstele                                      |      |
| Soldatenfriedhof Bouchain Erster Weltkrieg                            | Bouchain 50° 17′ 10″ N, 3° 18′ 37″ O             | - Anzahl der Gefallenen und deren Nationalität: 1.678 (1.676 Deutsche und 2 Russen) - Schlachten: Schlacht bei Arras April–Mai 1917, Schlacht von Cambrai November–Dezember 1917 und deutsche Frühjahrsoffensive März–Juli 1918 - Aufbau der Grabanlage: Einzelgräber mit einem Metallkreuz bzw. einer Steinstele                                   |      |
| Deutscher Soldatenfriedhof Bousbecque Erster Weltkrieg                | Bousbecque 50° 45′ 59″ N, 3° 4′ 41″ O            | - Anzahl der Gefallenen und deren Nationalität: 2.330 Deutsche - Schlachten: dritte Flandernschlacht Juli–November 1917 und deutsche Frühjahrsoffensive März–Juli 1918 - Aufbau der Grabanlage: Einzelgräber mit einem Metallkreuz bzw. einer Steinstele                                                                                            |      |
| Deutsche Kriegsgräberstätte Cerny-en-Laonnois Erster Weltkrieg        | Cerny-en-Laonnois 49° 26′ 30″ N, 3° 39′ 52″ O    | - Anzahl der Gefallenen und deren Nationalität: 7.526 Deutsche - Schlachten: erste Schlacht an der Aisne September 1914, Winterschlacht in der Champagne Februar–März 1915, zweite April–Mai 1917 und dritte Schlacht an der Aisne Mai–Juni 1918 - Aufbau der Grabanlage: Einzelgräber mit einem Metallkreuz bzw. einer Steinstele jeweils          |      |
| Britischer Soldatenfriedhof Etaples Erster/Zweiter Weltkrieg          | Étaples 50° 32′ 7″ N, 1° 37′ 21″ O               | - Anzahl der Gefallenen und deren Nationalität: 11.414 (8.819 Briten, 1.145 Kanadier, 464 Australier, 260 Neuseeländer, 68 Südafrikaner und 658 Deutsche)(1.WK) 119 Deutsche (2.WK) - Aufbau der Grabanlage: Einzelgräber mit einer Steinstele |      |
| Australischer Soldatenfriedhof Pheasant Wood Erster Weltkrieg         | Fromelles 50° 36′ 28″ N, 2° 51′ 5″ O             | - Anzahl der Gefallenen und deren Nationalität: 251 (205 Australier, 3 Briten, 43 Unbekannte) - Aufbau der Grabanlage: Einzelgräber mit einer Steinstele |      |
| Deutsche Kriegsgräberstätte Neuville-St. Vaast Erster Weltkrieg       | Neuville-Saint-Vaast 50° 20′ 31″ N, 2° 45′ 12″ O | - Anzahl der Gefallenen und deren Nationalität: 36.793 Deutsche - Aufbau der Grabanlage: Einzelgräber mit einem Metallkreuz bzw. einer Steinstele und 1 Gemeinschaftsgrab |      |
| Deutsche Kriegsgräberstätte Villers-au-Flos Erster Weltkrieg          | Villers-au-Flos 50° 4′ 57″ N, 2° 54′ 11″ O       | - Anzahl der Gefallenen und deren Nationalität: 2.449 Deutsche - Schlachten: erste Flandernschlacht Oktober–November 1914, deutsche Frühjahrsoffensive März–Juli 1918 und Schlacht bei Amiens August 1918 - Aufbau der Grabanlage: Einzelgräber mit einem Metallkreuz bzw. einer Steinstele und 1 Gemeinschaftsgrab                                 |      |

## Region Nouvelle-Aquitaine
| Bezeichnung                                              | Ortschaft                            | Beschreibung | Foto |
| -------------------------------------------------------- | ------------------------------------ | --- | ---- |
| Deutsche Kriegsgräberstätte Berneuil Zweiter Weltkrieg   | Berneuil 45° 38′ 47″ N, 0° 36′ 14″ W | - Anzahl der Gefallenen und deren Nationalität: 8.342 Deutsche - Aufbau der Grabanlage: Einzelgräber mit einer Steinplatte jeweils               |      |
| Französische Kriegsgräberstätte Rétaud Zweiter Weltkrieg | Rétaud 45° 40′ 5″ N, 0° 45′ 14″ W    | - Anzahl der Gefallenen und deren Nationalität: 330 Franzosen - Aufbau der Grabanlage: Einzelgräber mit einem Steinkreuz bzw. Steinstele jeweils |      |

## Region Auvergne-Rhône-Alpes
| Bezeichnung                                                      | Ortschaft                             | Beschreibung | Foto |
| ---------------------------------------------------------------- | ------------------------------------- | --- | ---- |
| Deutsche Kriegsgräberstätte Dagneux Zweiter Weltkrieg            | Dagneux 45° 50′ 8″ N, 5° 4′ 5″ O      | - Anzahl der Gefallenen und deren Nationalität: 19.847 Deutsche - Schlacht: - Operation Dragoon 15. August 1944 bis - 12. September 1944 Operation Overlord Juni–August 1944 - Aufbau der Grabanlage: Einzelgräber mit einer Steinstele jeweils                                                                                          |      |
| Französische Kriegsgräberstätte la Doua Erster/Zweiter Weltkrieg | La Doua 45° 47′ 8″ N, 4° 53′ 11″ O    | - Anzahl der Gefallenen und deren Nationalität: 6.346 - Schlacht: - Operation Dragoon 15. August 1944 bis 12. September 1944 Operation Overlord Juni–August 1944, Eisenbahnunfall von Saint-Michel-de-Maurienne Dezember 1917 - Aufbau der Grabanlage: Einzelgräber mit einem Steinkreuz bzw. Steinstele jeweils und 1 Gemeinschaftsgrab |      |
| Senegalesisches Tata bei Chasselay Zweiter Weltkrieg             | Chasselay 45° 52′ 56″ N, 4° 45′ 17″ O | - Anzahl der Gefallenen und deren Nationalität: 188 Senegalesen - Schlacht: Westfeldzug Mai–Juni 1940 - Aufbau der Grabanlage: Einzelgräber mit einer Steinstele jeweils |      |

## Collectivité Nouvelle-Calédonie
| Bezeichnung                                        | Ortschaft                            | Beschreibung | Foto |
| -------------------------------------------------- | ------------------------------------ | --- | ---- |
| Bourail New Zealand War Cemetery Zweiter Weltkrieg | Bourail 21° 36′ 4″ S, 165° 33′ 14″ O | - Anzahl der Gefallenen und deren Nationalität: 246 des Commonwealth - Aufbau der Grabanlage: Einzelgräber mit einer Steinplatte jeweils |      |